# Silvatares excelsus
Silvatares excelsus är en nattsländeart som beskrevs av Navás 1931. Silvatares excelsus ingår i släktet Silvatares och familjen Calamoceratidae. Inga underarter finns listade i Catalogue of Life.